# ToyotaCare 250
Das ToyotaCare 250 ist ein Autorennen der NASCAR Xfinity Series, das auf dem Richmond International Raceway ausgetragen wird. Es ist das erste von zwei Rennen auf dieser Rennstrecke. Das andere ist das Emerson Radio 250.
In den ersten drei Jahren von 1982 bis 1984 ging das Rennen über eine Distanz von 150 Runden, was 181 km entspricht. Danach wurde es bis 1990 nicht mehr ausgetragen, ist aber seitdem jährlich im Rennkalender der Nationwide Series. Zunächst erfolgte eine Verlängerung der Renndistanz auf 200 Runden und 241,4 km und seit 1994 beträgt sie 250 Runden, was rund 301,75 km entspricht. Ursprünglich wurde es Ende Februar beziehungsweise Anfang März ausgetragen, bevor es 1998 zunächst auf Anfang Juni gelegt, aber bereits ein Jahr später auf Anfang Mai verlegt wurde.

## Sieger
- 1982: Tommy Houston
- 1983: Sam Ard
- 1984: Sam Ard
- 1990: Michael Waltrip
- 1991: Harry Gant
- 1992: Harry Gant
- 1993: Mark Martin
- 1994: Joe Nemechek
- 1995: Kenny Wallace
- 1996: Jeff Purvis
- 1997: Mark Martin
- 1998: Jeff Burton
- 1999: Mark Martin
- 2000: Jeff Green
- 2001: Jimmy Spencer
- 2002: Jason Keller
- 2003: Kevin Harvick
- 2004: Kyle Busch
- 2005: Carl Edwards
- 2006: Kevin Harvick
- 2007: Clint Bowyer
- 2008: Denny Hamlin
- 2009: Kyle Busch
- 2010: Brad Keselowski
- 2011: Denny Hamlin